# Balkanika
Balkanika er et Serbisk band der repræsenterede Serbien i Eurovision Song Contest 2018 med sangen "Nova Deca" sammen med Sanja Ilić De opnåede en 19. plads i finalen.